# Helictotrichon capense
Helictotrichon capense là một loài thực vật có hoa trong họ Hòa thảo. Loài này được Schweick. mô tả khoa học đầu tiên năm 1937.